# Yanornis
Yanornis es un género extinto de ave piscívora del Cretácico Inferior. La primera especie descrita fue Yanornis martini, a partir de fósiles hallados en la Formación Jiufotang en Chaoyang, al oeste de la provincia de Liaoning, en China, siendo conocidos cinco especímenes. La edad de la Formación Jiufotang se estima de principios del Aptiense, hace cerca 120 millones de años. El nombre del género Yanornis se deriva de la antigua dinastía Yan, cuya capital se situaba en Chaoyang, y del griego antiguo ornis, "ave". La especie Y. martini fue nombrada en homenaje al paleontólogo de aves Larry Martin.

## Descripción
Tenía el tamaño de un pollo, y tenía un cráneo largo con cerca de 10 dientes en la mandíbula superior y 20 dientes en la inferior, y era capaz tanto de volar como de caminar con soltura, teniendo una fúrcula en forma de U bien desarrollada. Probablemente comería una amplia variedad de alimentos, incluyendo peces y semillas, lo que se infiere de algunos especímenes que preservan grandes cantidades de gastrolitos en el área de su estómago. Su alimentación de peces y las adaptaciones asociadas muestran una evolución convergente con el lejanamente emparentado enantiornitino Longipteryx.
La ausencia del hueso prefrontal y el cráneo no diápsido sitúan a Yanornis en el grupo Ornithurae el cual también incluye al ancestro común de las aves actuales. De modo similar, su escápula y coracoides habían evolucionado la forma básica y la disposicón de las aves modernas; permitiendo a Yanornis elevar sus alas por enicma de su espalda para un eficiente movimiento ascendente. Por lo tanto era un volador más eficiente comparado con los Enantiornithes (los cuales tenían una condición moderna pero en forma menos desarrollada), por lo que solo Confuciusornis, igual que Archaeopteryx era capaz de llevar a cabo el movimiento ascendente solo de forma marginal. Para permitir la sujeción de los necesariamente grandes músculos de vuelo, su esternón era más largo que ancho, de nuevo una característica esencialmente moderna, así como varios rasgos del esqueleto del brazo.
En algunos ejemplares se han encontrado plumas largas en las extremidades inferiores, teniendo por tanto "cuatro alas"; lo mismo se ha encontrado en ejemplares de Sapeornis, Cathayornis y Confuciusornis.

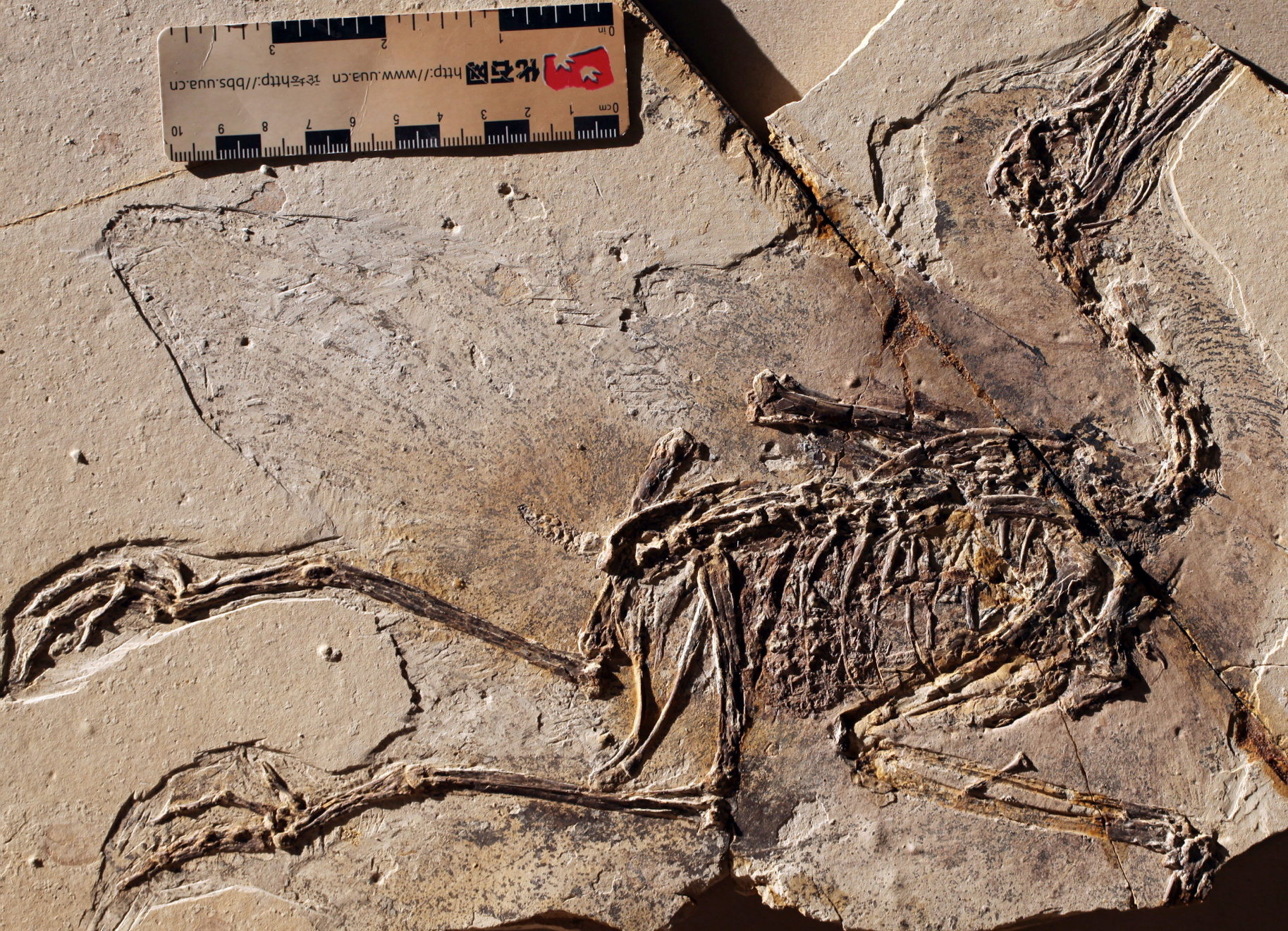
Y. martini
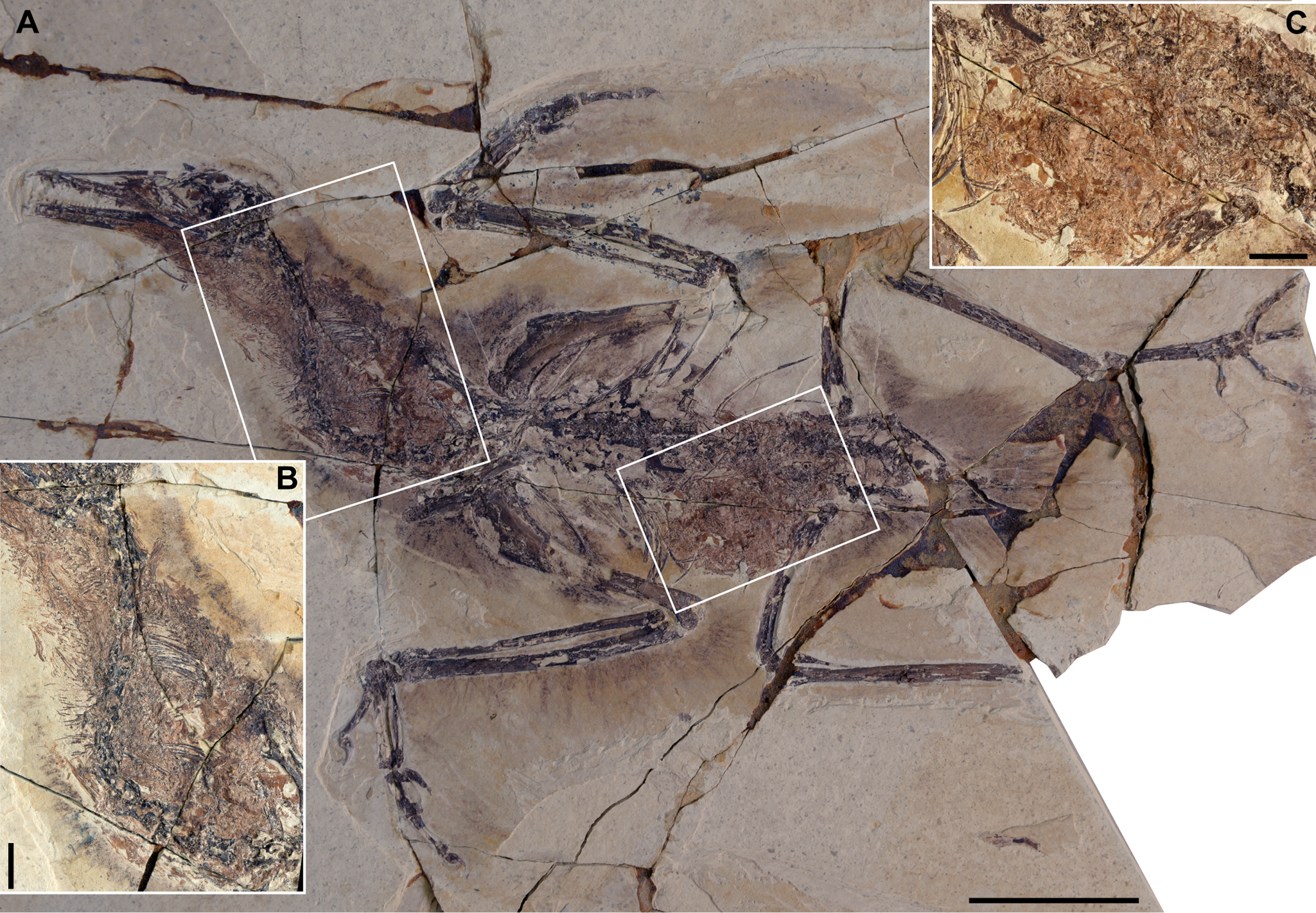
Espécimen de Y. martini con restos de peces en su buche y estómago.
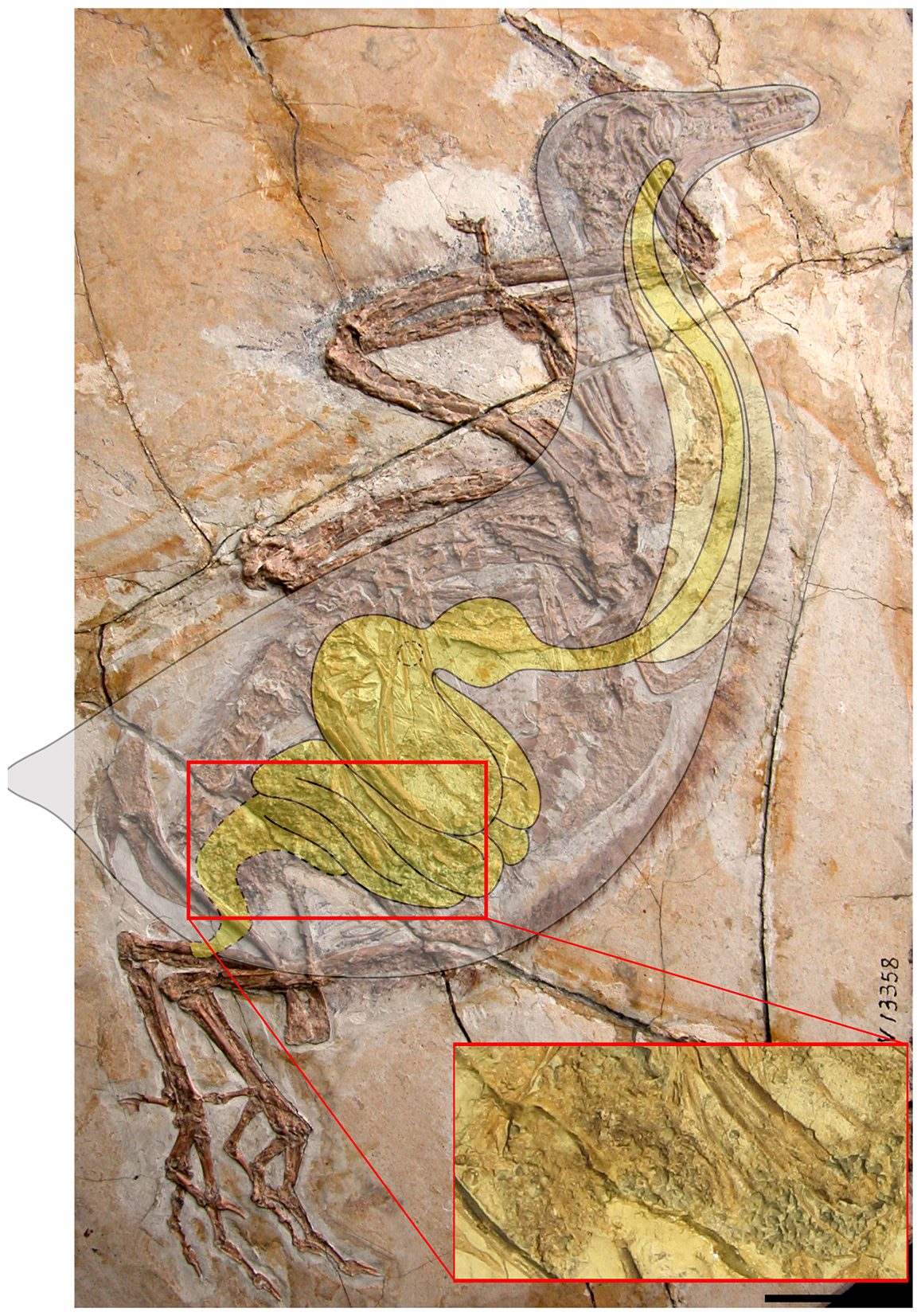
Reconstrucción del canal alimentario de un espécimen de Y. martini

## Taxonomía y sistemática
Yanornis ganó notoriedad cuando la mitad frontal de un ave fósil fue combinada con la cola de un Microraptor convirtiéndolo en la falsificación paleontológica conocida como "Archaeoraptor". Tras descubrirse esto, la mitad aviana fue descrita como Archaeovolans repatriatus, la cual a su vez fue más tarde determinada como un sinónimo más moderno de Yanornis (véase Archaeoraptor). Algunos estudios también han encontrado que la especie de ave Aberratiodontus wui es de hecho un espécimen mal preservado de Yanornis martini, o al menos un pariente cercano, una opinión que ha sido apoyada por revisiones posteriores de la taxonomía de los enantiornitinos.
En un estudio de 2006 sobre las relaciones de las aves tempranas, se halló que Yanornis, Yixianornis y Songlingornis forman un grupo monofilético; ya que Songlingornis fue la primera de estas aves en ser nombrada, la familia que contienen a este grupo es Songlingornithidae. El orden Yanornithiformes ha sido nombrado para marcar sus diferencias de otros Ornithurae basales como Gansus, pero podría llamarse Songlingornithiformes; especialmente se esté taxón es ciertamente un sinónimo más moderno de Songlingornis como se ha propuesto ocasionalmente.